# Virender Singh
Virender Singh Thakaran, znany też jako Goonga Pehelwan (ur. 16 marca 1971) – indyjski zapaśnik walczący w stylu wolnym. 
Brązowy medalista MŚ juniorów w 1992. Wicemistrz Wspólnoty Narodów w 1991. Mistrz Igrzysk Azji Południowej w 1995 roku.